# سلیسی‌کلیب
سلیسی‌کلیب (به انگلیسی: Seliciclib) یک ترکیب شیمیایی با شناسه پاب‌کم ۱۶۰۳۵۵ است.